# Herș Mendel Pineles
Herș Mendel Pineles sau Tzvi Menahem ben Shlomo Pineles (21 decembrie 1806, Tismenița – 6 august 1870, Galați) a fost un rabin, om de afaceri, scriitor și cercetător al Talmudului, activist al societății Alianța Israelită Universală. A fost tatăl filantropului și activistului Samuel Pineles.
Herș Mendel Pineles s-a născut la Tismenița, în Galiția, dar în continuare familia lui s-a mutat la Brodî, loc unde a primit educație religioasă hasidică, dar s-a alaturat și cercurilor iluministe Haskala din jurul lui Nahman Krochmal.Și-a însușit cunoștințe în germană și în cultura generală, inclusiv în filozofie, greacă, latină, arabă și științe precum astronomia, matematica, și s-a specializat în calcularea calendarului evreiesc.
La vârsta de 15 ani s-a căsătorit și s-a mutat la Odesa, unde a fost om de afaceri. Din cauza unor acuzații de erezie din partea cercurilor hasidice în mijlocul cărora trăia, a fost nevoit să se justifice în fața socrului său. Din cauza Războiului Crimeii în 1855 a părăsit Odesa și s-a mutat la Galați, unde a rămas până la sfârșitul  vieții. 
Herș Mendel Pineles a fost cunoscut ca cercetător critic al Talmudului, știut fiind și sub pseudonimul "Șaloș". În cartea "Darká șel Torá" (Calea Torei) (Viena 1861) a analizat în mod comparativ texte din Talmud (Gemara) și din Mișna și a ajuns la concluzia că sunt diferențe care provin de la greșelile autorilor Talmudului în interpretarea textelor. Aceste afirmații n-au fost pe placul tradiționaliștilor și s-a dezvoltat o polemică care a ajuns la culmea ei cu apariția cărții "Zot lo darcá șel Torá" (Asta nu e calea Torei), replică critică la cartea lui Pineles, scrisă de propriul său cumnat, bancherul evreu din Iași, Moses ben Joel Waldberg din București. 